# 乌尔苏拉·哈弗贝克
乌尔苏拉·哈弗贝克（德語：Ursula Hedwig Meta Haverbeck-Wetzel，1928年11月8日—2024年11月20日）德国新纳粹活动家，2004年期因否认纳粹大屠杀而被判刑。乌尔苏拉·哈弗贝克的丈夫在纳粹德国时期曾短暂进入领导层。2015年11月，87岁的哈弗贝克因否认纳粹大屠杀被判处10个月监禁，后因多项定罪被追加至两年徒刑。